# Ladislav Kutil
Ladislav Kutil (ur. 9 lutego 1976) – czeski bokser, srebrny medalista Igrzysk Frankofońskich 2001 w Ottawie, dwukrotny uczestnik Mistrzostw Świata z roku 1999 i 2001 oraz dwukrotny uczestnik Mistrzostw Europy z roku 2000 oraz 2002. W roku 1998 był mistrzem Czech w kategorii lekkośredniej, a w 2001 w kategorii półciężkiej. Od 2003 rywalizuje jako bokser zawodowy. Jako zawodowiec był mistrzem Czech w kategorii oraz posiadaczem pasa IBF Inter-Continental w kategorii półciężkiej.

## Kariera
W sierpniu 1999 rywalizował na Mistrzostwach Świata w Houston. W walce 1/16 finału w kategorii średniej pokonał na punkty (5:1) Bułgara Emil Krastewa. W 1/8 finału przegrał z reprezentantem Turcji Akınem Kuloğlu, ulegając mu na punkty (0:4). W maju 2000 rywalizował na Mistrzostwach Europy w Tampere, odpadając w pierwszym pojedynku z Ołeksandrem Zubrichinem.
Na Mistrzostwach Świata 2001 w Belfaście dotarł do ćwierćfinału w kategorii średniej. W 1/16 finału pokonał na punkty (21:12) Chorwata Josipa Jalušicia, w 1/8 finału na punkty (29:20) Fina Jani Rauhalę, a w ćwierćfinale przegrał na punkty z reprezentantem Anglii Carlem Frochem. W lipcu tego samego roku zdobył również srebrny medal na Igrzyskach Frankofońskich w Ottawie.